# 楊士奇

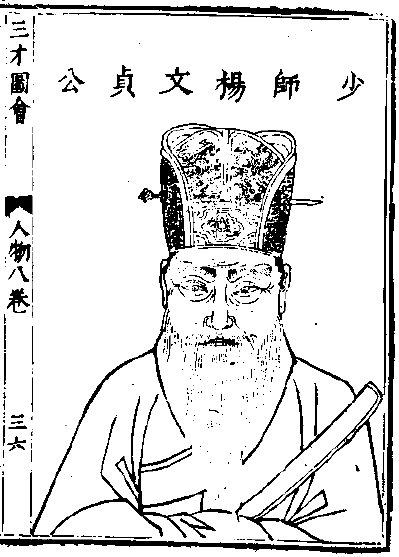
楊士奇

楊 士奇（よう しき、至正25年（1365年）- 正統9年3月14日（1444年4月2日））は、明初の政治家。名は寓で士奇は字。『明史』巻148に伝がある（楊栄・楊溥との合伝）。

## 略歴
吉州太和県出身。幼い時に父を亡くし、母の再婚によって一時羅姓を名乗っていたが後に復姓した。建文年間に太祖（洪武帝）実録の編纂に際して推挙されて翰林院に入った。永楽帝の即位後翰林院編修となり、その後も累進して永楽22年（1424年）には内閣大学士（首輔）となり正統9年（1444年）の死去に至るまで在任した。同時代に相次いで内閣大学士を務めた楊栄・楊溥と「三楊」と称せられ、永楽・洪熙・宣徳・正統の四代にわたって朝廷の重鎮であった。文学においても台閣体の創始者として知られている。死に際して太師を追贈され文貞と諡された。
なお、同郷の周是修は靖難の変に際し「忠臣は利害を考えてはならぬ」という平素の主張から建文帝に殉じた。楊士奇ほか数名の者が周是修の主張に同意してともに死ぬことを誓っていたが、みな生き延びて永楽帝に仕えた。後に楊士奇は周是修の伝を作って周是修の子に「あのとき私がともに死んでいたら誰が父上の伝記を書いたろうか」と言ったのでそれを聞いた者はみな笑ったという。